# Odontopera dentaria
Odontopera dentaria är en fjärilsart som beskrevs av Jacob Hübner 1796/99. Odontopera dentaria ingår i släktet Odontopera och familjen mätare. Inga underarter finns listade i Catalogue of Life.